# Farol das Rocas
O Farol das Rocas é um farol brasileiro localizado no Atol das Rocas, ilha do Farol, a cerca de 240 km a nordeste do cabo de São Roque, ambos no estado do Rio Grande do Norte.
Torre em armação de treliça de alumínio, tronco piramidal quadrangular, branca, com 15 metros de altura.
Emite dois relâmpagos brancos a cada seis segundos, com um alcance de 13 milhas náuticas.

## História

### Cronologia
- 1881 - primeiras iniciativas para instalação de um farol
- 1883, 1º de janeiro - inauguração da 1ª torre, poste de madeira, com 14 metros de altura
- Década de 1910 - 2ª torre, em ferro com 16 metros
- 1914 - automatização e 3ª torre, em treliça de ferro
- 1935 - 4ª torre, em concreto armado com 16 metros de altura
- 1967 - torre atual, em treliça de alumínio
- 1986 - instalação de painéis solares[3][4]